# Wereldbeker shorttrack 2023/2024
De wereldbeker shorttrack 2023/2024 (officieel: ISU Short Track Speed Skating World Cup 2023-24) is een door de Internationale Schaatsunie georganiseerde shorttrackcompetitie. De cyclus begon op 20 oktober 2023 in Montreal, Canada, en zal eindigen op 18 februari 2024 in Gdansk, Polen. In totaal bestond de competitie uit zes wedstrijden op vijf verschillende locaties. Net als in het voorgaande seizoen werd er ook weer gestreden om de kristallen bokaal van het algemeen klassement.

## Mannen
| Datum      | Plaats   | Onderdeel    | Eerste               | Tweede               | Derde             |
| ---------- | -------- | ------------ | -------------------- | -------------------- | ----------------- |
| 21/10/2023 | Montreal | 1000 m (1)   | Park Ji-won          | Steven Dubois        | Pietro Sighel     |
| 21/10/2023 | Montreal | 1500 m       | Hwang Dae-heon       | Stijn Desmet         | Reinis Bērziņš    |
| 22/10/2023 | Montreal | 500 m        | Liu Shaoang          | Felix Roussel        | Quentin Fercoq    |
| 22/10/2023 | Montreal | 1000 m (2)   | Kim Gun-woo          | Luca Spechenhauser   | William Dandjinou |
| 22/10/2023 | Montreal | 5000 m relay | Canada               | Zuid-Korea           | Japan             |
| 28/10/2023 | Montreal | 500 m        | Jordan Pierre-Gilles | Liu Shaolin          | Lin Xiaojun       |
| 28/10/2023 | Montreal | 1500 m (1)   | William Dandjinou    | Hwang Dae-heon       | Kim Gun-woo       |
| 29/10/2023 | Montreal | 1000 m       | Jens van 't Wout     | Hwang Dae-heon       | Lee Jeong-min     |
| 29/10/2023 | Montreal | 1500 m (2)   | Kim Gun-woo          | Park Ji-won          | Steven Dubois     |
| 29/10/2023 | Montreal | 5000 m relay | China                | Canada               | Kazachstan        |
| 09/12/2023 | Peking   | 500 m (1)    | Jordan Pierre-Gilles | Quentin Fercoq       | Jens van 't Wout  |
| 09/12/2023 | Peking   | 1500 m       | Kim Gun-woo          | Li Wenlong           | William Dandjinou |
| 10/12/2023 | Peking   | 500 m (1)    | Jordan Pierre-Gilles | Steven Dubois        | Sun Long          |
| 10/12/2023 | Peking   | 1000 m       | Liu Shaoang          | Park Ji-won          | Jang Sung-woo     |
| 10/12/2023 | Peking   | 5000 m relay | Canada               | Zuid-Korea           | China             |
| 16/12/2023 | Seoel    | 1000 m       | Steven Dubois        | Hwang Dae-heon       | Pascal Dion       |
| 16/12/2023 | Seoel    | 1500 m (1)   | Park Ji-won          | William Dandjinou    | Felix Roussel     |
| 17/12/2023 | Seoel    | 500 m        | Liu Shaoang          | Seo Yi-ra            | Denis Nikisja     |
| 17/12/2023 | Seoel    | 1500 m (2)   | William Dandjinou    | Park Ji-won          | Steven Dubois     |
| 17/12/2023 | Seoel    | 5000 m relay | China                | Nederland            | Zuid-Korea        |
| 10/02/2024 | Dresden  | 1000 m (1)   | Park Ji-won          | Felix Roussel        | Steven Dubois     |
| 10/02/2024 | Dresden  | 1500 m       | William Dandjinou    | Stijn Desmet         | Kim Gun-woo       |
| 11/02/2024 | Dresden  | 500 m        | Felix Roussel        | Jordan Pierre-Gilles | Łukasz Kuczyński  |
| 11/02/2024 | Dresden  | 1000 m (2)   | Park Ji-won          | Jang Sung-woo        | Adil Galiakhmetov |
| 11/02/2024 | Dresden  | 5000 m relay | Zuid-Korea           | Japan                | Hongarije         |
| 17/02/2024 | Gdańsk   | 500 m (1)    | Seo Yi-ra            | Steven Dubois        | Łukasz Kuczyński  |
| 17/02/2024 | Gdańsk   | 1500 m       | Pascal Dion          | Jang Sung-woo        | Friso Emons       |
| 18/02/2024 | Gdańsk   | 500 m (2)    | Steven Dubois        | Denis Nikisja        | Michal Niewinski  |
| 18/02/2024 | Gdańsk   | 1000 m       | Park Ji-won          | Kim Gun-woo          | Kosei Hayashi     |
| 18/02/2024 | Gdańsk   | 5000 m relay | Canada               | Zuid-Korea           | Japan             |

## Vrouwen
| Datum      | Plaats   | Onderdeel    | Eerste                         | Tweede                  | Derde                   |
| ---------- | -------- | ------------ | ------------------------------ | ----------------------- | ----------------------- |
| 21/10/2023 | Montreal | 1000 m (1)   | Kristen Santos-Griswold        | Lee So-youn             | Seo Whi-min             |
| 21/10/2023 | Montreal | 1500 m       | Hanne Desmet                   | Kim Gilli               | Corinne Stoddard        |
| 22/10/2023 | Montreal | 500 m        | Xandra Velzeboer               | Selma Poutsma           | Martina Valcepina       |
| 22/10/2023 | Montreal | 1000 m (2)   | Kim Gilli                      | Hanne Desmet            | Kristen Santos-Griswold |
| 22/10/2023 | Montreal | 3000 m relay | Canada                         | Verenigde Staten        | Nederland               |
| 28/10/2023 | Montreal | 500 m        | Rikki Doak                     | Selma Poutsma           | Martina Valcepina       |
| 28/10/2023 | Montreal | 1500 m (1)   | Kim Gilli                      | Kristen Santos-Griswold | Danae Blais             |
| 29/10/2023 | Montreal | 1000 m       | Seo Whi-min                    | Danae Blais             | Park Ji-yun             |
| 29/10/2023 | Montreal | 1500 m (2)   | Hanne Desmet                   | Kim Gilli               | Kristen Santos-Griswold |
| 29/10/2023 | Montreal | 3000 m relay | Nederland                      | Zuid-Korea              | Verenigde Staten        |
| 09/12/2023 | Peking   | 500 m (1)    | Kristen Santos-Griswold        | Fan Kexin               | Wang Ye                 |
| 09/12/2023 | Peking   | 1500 m       | Kim Gilli                      | Gong Li                 | Xandra Velzeboer        |
| 10/12/2023 | Peking   | 500 m (2)    | Xandra Velzeboer               | Selma Poutsma           | Fan Kexin               |
| 10/12/2023 | Peking   | 1000 m       | Kristen Santos-Griswold        | Corinne Stoddard        | Gong Li                 |
| 10/12/2023 | Peking   | 3000 m relay | Nederland                      | Zuid-Korea              | Polen                   |
| 16/12/2023 | Seoel    | 1000m        | Hanne Desmet                   | Kristen Santos-Griswold | Xandra Velzeboer        |
| 16/12/2023 | Seoel    | 1500 m (1)   | Kim Gilli                      | Corinne Stoddard        | Gong Li                 |
| 17/12/2023 | Seoel    | 500 m        | Selma Poutsma Xandra Velzeboer | —                       | Wang Ye                 |
| 17/12/2023 | Seoel    | 1500 m (2)   | Kim Gilli                      | Kristen Santos-Griswold | Hanne Desmet            |
| 17/12/2023 | Seoel    | 3000 m relay | Nederland                      | Zuid-Korea              | China                   |
| 10/02/2024 | Dresden  | 1000 m (1)   | Kim Gilli                      | Xandra Velzeboer        | Kamila Stormowska       |
| 10/02/2024 | Dresden  | 1500 m       | Hanne Desmet                   | Kristen Santos-Griswold | Suzanne Schulting       |
| 11/02/2024 | Dresden  | 500 m        | Xandra Velzeboer               | Wang Ye                 | Kamila Stormowska       |
| 11/02/2024 | Dresden  | 1000 m (2)   | Kim Gilli                      | Suzanne Schulting       | Corinne Stoddard        |
| 11/02/2024 | Dresden  | 3000 m relay | Nederland                      | Canada                  | Verenigde Staten        |
| 17/02/2024 | Gdańsk   | 500 m (1)    | Selma Poutsma                  | Hanne Desmet            | Kim Boutin              |
| 17/02/2024 | Gdańsk   | 1500 m       | Kristen Santos-Griswold        | Suzanne Schulting       | Corinne Stoddard        |
| 18/02/2024 | Gdańsk   | 500 m (2)    | Xandra Velzeboer               | Selma Poutsma           | Shim Suk-hee            |
| 18/02/2024 | Gdańsk   | 1000 m       | Kristen Santos-Griswold        | Kim Gilli               | Corinne Stoddard        |
| 18/02/2024 | Gdańsk   | 3000 m relay | Nederland                      | Zuid-Korea              | Verenigde Staten        |

## Gemengd
| Datum      | Plaats   | Onderdeel    | Eerste           | Tweede     | Derde                       |
| ---------- | -------- | ------------ | ---------------- | ---------- | --------------------------- |
| 21/10/2023 | Montreal | 2000 m relay | China            | Zuid-Korea | Italië                      |
| 28/10/2023 | Montreal | 2000 m relay | China            | Nederland  | Italië                      |
| 09/12/2023 | Peking   | 2000 m relay | Nederland        | China      | Verenigde Staten            |
| 16/12/2023 | Seoel    | 2000 m relay | Nederland        | Italië     | Verenigde Staten Zuid-Korea |
| 10/02/2024 | Dresden  | 2000 m relay | Verenigde Staten | Nederland  | Zuid-Korea                  |
| 17/02/2024 | Gdańsk   | 2000 m relay | Nederland        | Zuid-Korea | Canada                      |

### Eindstand
| # | Land             | Punten |
| - | ---------------- | ------ |
| 1 | Nederland        | 380    |
| 2 | China            | 330    |
| 3 | Zuid-Korea       | 300    |
| 4 | Verenigde Staten | 284    |
| 5 | Italië           | 280    |

1997/1998 · 
1998/1999 · 
1999/2000 · 
2000/2001 · 
2001/2002 · 
2002/2003 · 
2003/2004 · 
2004/2005 · 
2005/2006 · 
2006/2007 · 
2007/2008 ·
2008/2009 ·
2009/2010 ·
2010/2011 ·
2011/2012 ·
2012/2013 ·
2013/2014 ·
2014/2015 ·
2015/2016 ·
2016/2017 ·
2017/2018 ·
2018/2019 ·
2019/2020 · 
2020/2021 ·
2021/2022 ·
2022/2023 ·
2023/2024 ·
2024/2025
Alpineskiën ·
Biatlon ·
Bobsleeën ·
Freestyleskiën ·
Langlaufen ·
Noordse combinatie ·
Rodelen ·
Schaatsen (junioren) ·
Schansspringen ·
Shorttrack ·
Skeleton ·
Snowboarden